# Élections générales espagnoles de 1919
 (janvier 2023).
Si vous disposez d'ouvrages ou d'articles de référence ou si vous connaissez des sites web de qualité traitant du thème abordé ici, merci de compléter l'article en donnant les références utiles à sa vérifiabilité et en les liant à la section « Notes et références ».
Les élections générales espagnoles de 1919 sont les élections à Cortes tenues en Espagne le dimanche 1er juin 1919 pour élire les 409 sièges du Congrès des députés et 180 des 360 sièges du Sénat.
Les élections ont lieu dans un contexte de crise économique et politique sans précédent depuis les débuts de la Restauration.
Le PSOE, le PURA et la Fédération républicaine se présentent dans la coalition Conjonction républicano-socialiste mais n'obtiennent que 15 sièges.
À l’issue des élections, Juan de Armada y Losada (es), marquis de Figueroa, est élu président du Congrès des députés (remplacé à partir du 29 juillet 1919 par José Sánchez Guerra) et Manuel Allendesalazar devient président du Sénat (plus tard remplacé par Joaquín Sánchez de Toca Calvo).
Comme c'est la norme au cours de ce régime, elles donnent la majorité au parti nouvellement nommé au gouvernement présidé par le conservateur Antonio Maura, rassemblant les factions mauriste et ciervistes — menés par Juan de la Cierva y Peñafiel —. Cependant, pour la seule fois durant la Restauration, le gouvernement n’obtient qu’un député d'avance sur l'opposition, ce qu’il considère comme une défaite morale et mène à sa démission le mois suivant le scrutin. Maura est alors remplacé par Joaquín Sánchez de Toca Calvo. En décembre, ce dernier est également contraint à démissionner et vu l’impossibilité de former un gouvernement dans laquelle se trouve Eduardo Dato, c’est Manuel Allendesalazar qui est nommé président de l'exécutif, qui renonce en mai 1920, donnant lieu à la convocation de nouvelles élections.

## Résultats au Congrès
| ← Élections générales espagnoles, 1er juin 1919 → |        |                                          |
| Parti (ou faction)                                | Sièges | Leader                                   |
| Conservateurs mauristes et ciervistes             | 104    | Antonio Maura                            |
| Conservateurs datistes                            | 94     | Eduardo Dato e Iradier                   |
| Parti libéral démocrate                           | 52     | Manuel García Prieto                     |
| Parti libéral romanoniste                         | 40     | Álvaro Figueroa y Torres Mendieta        |
| Parti libéral-Gauche libérale                     | 30     | Santiago Alba Bonifaz                    |
| Conjonction républicano-socialiste                | 15     | Álvaro de Albornoz                       |
| Lliga Regionalista                                | 14     | Francesc Cambó                           |
| Unión Monárquica Nacional                         | 6      | Alfons Sala i Argemí                     |
| Parti réformiste                                  | 6      | Melquíades Álvarez                       |
| Communion nationaliste basque                     | 5      | Ramón de la Sota                         |
| Parti républicain catalan                         | 2      | Gabriel Alomar                           |
| Libéraux agrariens                                | 5      | Rafael Gasset Chinchilla                 |
| Parti républicain radical                         | 4      | Alejandro Lerroux                        |
| Libéraux partisans d’Alcalá-Zamora                | 4      | Niceto Alcalá-Zamora                     |
| Communion traditionaliste (jaimistes)             | 4      | Pascual Comín                            |
| Fédération monarchique autonomiste                | 3      | Manuel Maria Girona i Fernàndez Maqueira |
| Parti catholique traditionaliste (mellistes)      | 3      | Juan Vázquez de Mella                    |
| Libéraux indépendants                             | 3      |                                          |
| Parti agrarien                                    | 2      | Diego Martín Veloz                       |
| Nationalistes républicains catalans               | 2      | Francesc Macià                           |
| Parti intégriste                                  | 1      | Manuel Senante y Martínez                |
| Parti républicain démocratique fédéral            | 1      | Julià Nougués i Subirà                   |
| Régionalistes (aragonais et léonais)              | 2      |                                          |
| Indépendants                                      | 4      |                                          |